# Brigitte Jordan
Pour les articles homonymes, voir Jordan.
Brigitte Jordan, née en 1937 ou 1938 et morte le 24 mai 2016, est une professeure, scientifique et consultante germano-américaine qui est décrite comme la sage-femme de « l'anthropologie de la naissance ». Elle fréquente le Sacramento State College où elle obtient son baccalauréat et sa maîtrise, puis fréquente l'Université de Californie à Irvine où elle obtient son doctorat.

## Jeunesse et éducation
Brigitte « Gitti » Jordan est née à Passau, en Allemagne, en 1937. Ses parents sont Gertrude Frank Muller, décédée en 1944 alors que Jordan a sept ans, et Josef Karl Muller.
Jordan obtient son baccalauréat et sa maîtrise en anthropologie à l'Université d'État de Californie à Sacramento, et son doctorat en sciences sociales/anthropologie à l'Université de Californie à Irvine en 1975.

## Carrière
Jordan passe une grande partie de son début de carrière à étudier l'anthropologie obstétricale et les pratiques d'accouchement interculturelles. Le concept théorique jordanien de la connaissance faisant autorité est utilisé par d'innombrables chercheurs pour expliquer la subsomption de certaines façons de savoir par d'autres et aussi pour montrer comment la connaissance peut être distribuée latéralement.
En 1988, Jordan commence à travailler comme anthropologue d'entreprise, et ses intérêts de recherche et de conseil évoluent pour inclure la nature changeante du travail sous l'impact des nouvelles technologies de communication et d'information et la transformation importante des modes de vie, des institutions sociétales et des économies mondiales.
Jordan ouvre ensuite son propre cabinet de conseil où elle occupe le poste de scientifique principale au Xerox Palo Alto Research Center puis de chercheuse principale à l'Institute for Research on Learning. Cela l'amène à recevoir le prix d'excellence en science et technologie de la Xerox Corporation pour son travail innovant.
Les recherches de Jordan sur la relation entre les humains et la technologie influencent des organisations en dehors du domaine de l'anthropologie, telles que le Groupe d'intérêt spécial sur l'interaction ordinateur-homme (SIGCHI). On lui attribue également le développement de l'anthropologie d'entreprise.

## Vie privée
Après avoir épousé Richard Jordan, un soldat américain stationné en Allemagne, en 1958, Jordan vient aux États-Unis. Elle donne naissance à trois enfants : Wayne, Susan et Kimsey. Le couple divorce en 1968 et Jordan épouse Robert Irwin,.

## Fin de vie et mort
Jordan meurt d'un cancer du pancréas chez elle le 24 mai 2016 à l'âge de 78 ans, laissant derrière elle son mari, trois enfants, six petits-enfants et deux arrière-petits-enfants,. Bien que Jordan ait un cancer du pancréas, elle fait savoir aux autres qu'elle ne voulait pas être traitée comme incapable en raison de son état. Elle refuse les médicaments et reste mentalement et intellectuellement active jusqu'à la fin de sa vie. Elle aide même à rédiger sa nécrologie.

## Honneurs de carrière
Jordan a reçu le prix Margaret Mead en 1980 pour son livre de 1978 Birth in Four Cultures: A Crosscultural Investigation of Childbirth in Yucatan, Holland, Sweden, and the United States. Son travail est crédité pour avoir inspiré une gamme de réponses dans le domaine de l'anthropologie de la reproduction qui intègre ses approches à ses examens des implications sociales, culturelles et biologiques de la naissance dans le monde. Elle est connue pour avoir montré comment les connaissances peuvent être « distribuées latéralement », partagées et comprises par tous.
En 2015, Jordan est intronisée au programme des membres distingués de l'American Anthropological Association (AAA) qui honore les membres qui ont loyalement soutenu l'Association pendant 50 ans ou plus.

## Œuvres
- Die Bedeutung der Fernröntgen-Profil-Aufnahme für die Indikation der kieferorthopädischen Extraktionstherapie (1966)
- Untersuchung zur einfachen radioimmunologischen Testosteronbestimmung mit einer Kieselgelmikrosäule (1977)
- Birth in Four Cultures: A Crosscultural Investigation of Childbirth in Yucatan, Holland, Sweden, and the United States (1978) Montreal: Eden Press Women's Publications
- Technology Transfer in Obstetrics: Theory and Practice in Developing Countries (1986) East Lansing, MI: Michigan State University
- Modes of Teaching and Learning: Questions Raised by the Training of Traditional Birth Attendants (1987) Palo Alto, Calif.: Institute for Research on Learning
- Knowing by Doing: Lessons Traditional Midwives Taught Me (1988) East Lansing, MI: Michigan State University
- Successful Home Birth and Midwifery: The Dutch Model (1993) Westport, Conn.: Bergin & Garvey
- Advancing Ethnography in Corporate Environments: Challenges and Emerging Opportunities (2012) Walnut Creek, CA: Left Coast